# Honduras en los Juegos Olímpicos de Río de Janeiro 2016
Honduras estuvo representado en los Juegos Olímpicos de Río de Janeiro 2016 por un total de 23 deportistas, 22 hombres y una mujer, que compitieron en 7 deportes.
El portador de la bandera en la ceremonia de apertura fue el atleta Rolando Palacios. El equipo olímpico hondureño no obtuvo ninguna medalla en estos Juegos.